# Pojarniță prostrată
Pojarnița prostrată sau pojarnița cu tulpină culcată (Hypericum humifusum) este o plantă anuală sau perenă din familia hipericacee cu tulpini culcate (de unde și denumirea plantei, în latină humifusus = culcat la pământ) și foarte ramificate de la bază,  petale de un galben deschis, răspândită în Europa și Africa de Nord. În România se întâlnește în locuri turboase, pe soluri nisipoase sau argiloase, umede, pe ogoare nisipoase, pe la margini de drumuri, prin izlazuri, la marginile pădurilor și prin poieni, de la șes până în regiunea montană.